# Gołumiet´
Gołumiet´ (ros. Голуметь) – wieś (sieło) w Rosji, w obwodzie irkuckim, w rejonie czeremchowskim. W 2010 liczyła 1918 mieszkańców.